# الدوري الأيرلندي 1910–11
الدوري الأيرلندي 1910–11 (بالإنجليزية: 1910–11 Irish League)‏ هو الموسم 21 من الدوري الأيرلندي. أشرف على تنظيمه الاتحاد الأيرلندي لكرة القدم، وفاز فيه نادي لينفيلد.